# باشگاه ورزشی الغرافه
باشگاه ورزشی الغرافه (به عربی: نادي الغرافة الرياضي) یک باشگاه ورزشی حرفه‌ای در شهر الغرافه در شهرداری الریان واقع شده است.این باشگاه بیشتر به خاطر تیم فوتبالش شناخته شده است، اگرچه تیم‌هایی در سایر رشته‌های ورزشی نیز دارد. این باشگاه در تاریخ ۶ ژوئن ۱۹۷۹ به عنوان «الاتحاد» تأسیس شد و در همان سال، در تاریخ ۲۳ سپتامبر به طور رسمی در فدراسیون فوتبال قطر ثبت شد. در سال ۲۰۰۴، نام رسمی باشگاه به شکل فعلی تغییر یافت تا بهتر منطقه الغرافه، که باشگاه در آن قرار دارد، نمایندگی کند.

## تاریخچه

### ۱۹۸۰–۲۰۰۰
باشگاه ورزشی الغرافه در ۶ ژوئن ۱۹۷۹ تأسیس شد و به طور رسمی در ۲۳ سپتامبر ۱۹۷۹ با نام «الاتحاد» توسط اولین رئیس هیئت مدیره، خلیفه بن فهد بن محمد آل ثانی (۱۹۷۹–۱۹۸۲) بر اساس قطعنامه شماره ۹ ایجاد شد. باشگاه الغرافه با هدف ایجاد امکانات ورزشی برای جوانان منطقه الغرافه تأسیس شد. مدیران باشگاه هرگز فکر نمی‌کردند که الغرافه به موفقیت‌های عظیمی که امروزه دارد، دست یابد. نام "United" که در انگلیسی به معنای "متحد" است، با توجه به روحیه برادری و همبستگی که در باشگاه و رهبران آن وجود داشت، انتخاب شد. رنگ‌های زرد و آبی به دلیل علاقه مؤسسان به تیم ملی برزیل به عنوان رنگ‌های باشگاه انتخاب شدند. الغرافه بسیاری از موفقیت‌های اولیه خود را مدیون حمایت‌های مالی و مادی رهبران شیخ خود است.
از آنجا که باشگاه الغرافه نسبتاً دیرتر از سایر باشگاه‌های قطری تأسیس شده بود، به لیگ دسته دوم فوتبال قطر فرستاده شد. این باشگاه با مربی مصری محمود ابورجیله در اولین فصل حضورش در لیگ، یعنی فصل ۱۹۷۹/۸۰، قهرمان شد و همچنین سه بار دیگر نیز قهرمانی را به دست آورد. دومین قهرمانی در فصل ۱۹۸۰/۸۱ با دفاع از عنوان قهرمانی و سومین قهرمانی در فصل ۱۹۸۳/۸۴ به دست آمد؛ همان سالی که تیم جوانان آنها نیز قهرمان لیگ شد. اولین بازیکن خارجی آنها فیصل حنان، فوتبالیست سودانی بود که یک سال پیش از تأسیس باشگاه با آنها قرارداد بسته بود. همچنین الغرافه در فصل ۱۹۸۶/۸۷ قهرمان دسته دوم شد و به این ترتیب توانست در فصل ۱۹۸۷/۸۸ در لیگ ستارگان قطر شرکت کند. این باشگاه اولین قهرمانی خود در لیگ ستارگان قطر را در فصل ۱۹۹۱/۹۲ به دست آورد و به بن‌بست ۱۶ ساله میان سه باشگاه قدرتمند قطری یعنی العربی، السد و الریان پایان داد. تیم جوانان الغرافه نیز یک سال بعد در فصل ۱۹۹۲/۹۳ قهرمان لیگ شد. این باشگاه در سال ۱۹۹۴ نایب قهرمان شد و عنوان قهرمانی به العربی رسید، اما سپس چهار بار پیاپی، از ۱۹۹۵ تا ۱۹۹۸، جام امیر قطر را با هدایت مربی جمال حاجی به دست آورد.

### ۲۰۰۰–۲۰۰۵
در روز جمعه، ۲۸ آوریل ۲۰۰۰، در ورزشگاه بین‌المللی خلیفه، باشگاه الغرافه اولین جام ولیعهد قطر خود را به دست آورد. بازی در وقت‌های معمول بدون گل به پایان رسید و سپس الغرافه در یک ضربات پنالتی دراماتیک با نتیجه ۹–۸ الریان را شکست داد. این تیم توسط عادل خمیس، کاپیتان با سابقه تیم، هدایت می‌شد. الغرافه همچنین در سال‌های ۲۰۱۰ و ۲۰۱۱ دوباره جام ولیعهد قطر را به دست آورد.
این تیم در فصل ۲۰۰۰–۰۱ با شکست دادن السد در آخرین بازی خود در تاریخ ۱ می ۲۰۰۱ با نتیجه ۱–۰ قهرمان لیگ شد. پس از مسابقه، تمیم بن حمد آل ثانی، که در آن زمان رئیس کمیته المپیک بود، جایزه‌ای به عادل خمیس اهدا کرد و همچنین مدال‌های طلا به کل تیم و مبلغ ۵۰۰ هزار ریال قطری به باشگاه داده شد. رشید عمران نیز با ۱۶ گل عنوان بهترین گلزن لیگ را به دست آورد.

### ۲۰۰۵–تا کنون
لیگ ستارگان قطر در فصل ۲۰۰۴/۰۵ دستخوش تغییرات اساسی شد، به‌طوری که بسیاری از باشگاه‌ها نام خود را تغییر دادند (از جمله الغرافه) و تعداد بازی‌های هر فصل از ۱۸ به ۲۷ بازی افزایش یافت. باشگاه الغرافه در این فصل قهرمان لیگ ستارگان قطر شد و تنها ۱ شکست از ۲۷ بازی داشت و با ۶۶ امتیاز، ۱۴ امتیاز بیشتر از تیم دوم، یعنی الریان، کسب کرد. آنها همچنین اولین جام شیخ جاسم خود را در ۱۲ سپتامبر ۲۰۰۵ با پیروزی ۲–۱ مقابل الاهلی، با گل‌های رودریگو و فهید الشمری، به دست آوردند.
سال بعد، الغرافه نتوانست عنوان قهرمانی لیگ را حفظ کند و به نایب قهرمانی در برابر السد بسنده کرد. اما در فصل بعد، دوباره قهرمان لیگ شد و با ۷۲ گل بیشترین تعداد گل زده در یک فصل را به ثبت رساند. این موفقیت بیشتر به دلیل تلاش‌های کلمرسون دی آراخو سوارز بود که با ۲۷ گل، رکورد ۲۵ گل گابریل باتیستوتا را شکست. آخرین قهرمانی الغرافه در جام ستارگان قطر در فصل ۲۰۱۸/۱۹ به دست آمد.

## ورزشگاه
باشگاه الغرافه بازی‌های خانگی خود را در ورزشگاه ثانی بن جاسم برگزار می‌کند که در منطقه الغرافه در حومه الریان واقع شده است. این ورزشگاه که در سال ۲۰۰۳ ساخته شده، ظرفیت ۲۷ هزار نفر را دارد. ورزشگاه ثانی بن جاسم میزبان مسابقات جام ملت‌های آسیا ۲۰۱۱ و دیگر رقابت‌های بین‌المللی بوده است. برای جام جهانی ۲۰۲۲، برنامه‌ریزی شده بود که ظرفیت موجود از ۲۷ هزار به ۴۴,۷۴۰ نفر افزایش یابد.

## بازیکنان

### بازیکنان کنونی
| شماره |         | پست       | بازیکن            |
| ----- | ------- | --------- | ----------------- |
| ۱     | قطر     | دروازه‌بان | یوسف حسن          |
| ۲     | قطر     | مدافع     | عبدالله سیرلخاتیم |
| ۳     | قطر     | مهاجم     | محمد مونتاری      |
| ۴     | قطر     | هافبک     | عاصم مادیبو       |
| ۵     | قطر     | مدافع     | مصطفی عصام        |
| ۶     | قطر     | مدافع     | دامی تراوری       |
| ۷     | رومانی  | هافبک     | فلورینل کومان     |
| ۸     | الجزایر | هافبک     | یاسین ابراهیمی    |
| ۹     | اسپانیا | مهاجم     | خوسلو             |
| ۱۱    | قطر     | هافبک     | عمرو سراج         |
| ۱۲    | قطر     | مدافع     | حامد اسماعیل      |
| ۱۴    | قطر     | هافبک     | آنداری سیاهپیترا  |
| ۱۵    | قطر     | مهاجم     | احمد الجانحی      |
| ۱۶    | قطر     | مدافع     | یوسف حسام         |
| ۱۷    | قطر     | هافبک     | رابح بوصافی       |
| ۱۸    | قطر     | دروازه‌بان | خلیفه ابوبکر      |

| شماره |           | پست       | بازیکن                              |
| ----- | --------- | --------- | ----------------------------------- |
| ۱۹    | قطر       | مهاجم     | یوسف سعید                           |
| ۲۰    | کره جنوبی | مدافع     | جانگ هیون سو                        |
| ۲۱    | قطر       | مدافع     | سیفلدین فضللا                       |
| ۲۲    | قطر       | دروازه‌بان | حمد الکلوت                          |
| ۲۵    | قطر       | هافبک     | ابراهیم خالد                        |
| ۲۹    | اروگوئه   | هافبک     | فابریسیو دیاز                       |
| ۳۱    | تونس      | هافبک     | فرجانی ساسی                         |
| ۳۳    | قطر       | مدافع     | چلپان عبدالنصیر                     |
| 34    | قطر       | مدافع     | ایوب العلوی                         |
| ۳۷    | قطر       | مدافع     | محمدعلی جمین                        |
| ۳۹    | قطر       | هافبک     | عبدالزیز بشیر                       |
| ۴۰    | قطر       | دروازه‌بان | امین لکومته                         |
| ۴۲    | سنگال     | مدافع     | سیدو سانو                           |
| ۹۹    | فلسطین    | مهاجم     | جمال حامد                           |
|       | آرژانتین  | مدافع     | ماتیاس نانی (به صورت قرض از الشمال) |

## بازیکنان برجسته

### اروپایی
- وسلی اسنایدر
- خوسلو

## تاریخچه در آسیا
۲۰۱۸ پلی آف
- لیگ قهرمانان آسیا: ۳ حضور

۰۳–۲۰۰۲: دور سوم انتخابی غرب آسیا
۲۰۰۶: مرحله گروهی
۲۰۰۸: مرحله گروهی
- جام باشگاه‌های آسیا: ۱ حضور

۱۹۹۴: دور اول انتخابی
- جام برندگان جام آسیا: ۳ حضور

۱۹۹۵/۹۶: دور اول
۱۹۹۶/۹۷: دور دوم
۱۹۹۷/۹۸: یک چهارم نهایی

## افتخارات
- لیگ ستارگان قطر: ۷

(۱۹۹۱/۱۹۹۲، ۱۹۹۷/۱۹۹۸، ۲۰۰۱/۲۰۰۲، ۲۰۰۴/۲۰۰۵، ۲۰۰۷/۲۰۰۸، ۲۰۰۸/۲۰۰۹٬۲۰۰۹/۲۰۱۰، ۲۰۱۰/۲۰۱۱)
- جام امیر قطر: ۷

(۱۹۹۵، ۱۹۹۶، ۱۹۹۷، ۲۰۰۲٫۲۰۰۹٫۲۰۱۲)
- جام ولیعهد قطر: ۳

(۲۰۰۰، ۲۰۱۰، ۲۰۱۱)
- جام برندگان جام عرب: ۱

(۱۹۹۹)

## بازیکنان ایرانی
- محمد پنجعلی (۱۹۸۷−۱۹۸۹)
- سیروس قایقران (۱۹۹۱−۱۹۹۳)
- مرتضی کرمانی مقدم (۱۹۹۱−۱۹۹۵)
- محسن عاشوری (۱۹۹۲−۱۹۹۳)
- حسن شیرمحمدی (۱۹۹۲−۱۹۹۴)
- محمدرضا خلعتبری (۲۰۱۱−۲۰۱۲)
- فرهاد مجیدی (۲۰۱۱–۲۰۱۲)
- مهدی طارمی (۲۰۱۸–۲۰۱۹)
- سعید عزت‌اللهی (۲۰۲۱–۲۰۲۲)